# Kenshiro Daniels
Kenshiro Michael Lontok Daniels (Irvine, 13 gennaio 1995) è un calciatore filippino, centrocampista o ala del Nakhon Ratchasima e della nazionale filippina.

## Biografia
È nato ad Irvine, negli Stati Uniti, figlio dell'attore e artista marziale britannico Gary Daniels e della filippina Marilyn Lontok.
Il suo nome deriva da quello dell'omonimo personaggio dei manga giapponesi, interpretato tra l'altro dal padre nel film Fist of the North Star.

## Caratteristiche tecniche
Daniels è un giocatore polivalente: può essere schierato come ala sinistra o destra, trequartista, mezza punta o all'occorrenza come terzino, il suo ruolo originale.

## Carriera

### Club
Proveniente dalle giovanili del Kaya, viene promosso in prima squadra nel 2013.

### Nazionale
Compie il suo debutto con la nazionale filippina il 1º marzo 2014, in occasione del pareggio per 0-0 contro la Malesia. Con l'arrivo del nuovo commissario tecnico Thomas Dooley diventa un titolare degli Azkals.